# پوشا تی
ترنس لوور تورنتون (زاده 13 مه 1977)، که بیشتر با نام هنری خود «پوشا تی» شناخته می شود، رپر، ترانه‌نویس و ضبط کننده اجرایی آمریکایی است.